# 马渊良
马渊良（日语： Mabuchi Ryo，1933年3月12日—2021年11月22日），日本男子跳水运动员。他曾获得1958年亚洲运动会跳水比赛男子10米跳台金牌。他也参加了1956年夏季奥运会和1960年夏季奥运会。

## 家庭
妻子是跳水运动员津谷鹿乃子，女儿是跳水运动员马渊よしの。